# SNOMED CT
SNOMED CT (Systematized Nomenclature of Medicine Clinical Terms), är ett system för systematisk representation av medicinsk terminologi som täcker alla områden av klinisk information som sjukdomar, undersökningsfynd, diagnostiska metoder, behandlingsmetoder, mikroorganismer, läkemedel etc. Detta möjliggör ett enhetligt sätt att beskriva, indexera, lagra, söka och sammanställa medicinsk information gemensamt för olika medicinska specialiteter och olika vårdenheter. Systemet kan också hjälpa till att organisera innehållet i patientjournaler, reducera variabilitet i hur information registreras, insamlas, kodas och används i vård och omsorg och forskning.

## Syfte
Olika vårdprofessioner använder ibland olika medicinska termer för samma sak. Som exempel kan nämnas termerna akut koronart syndrom, akut hjärtinfarkt, hjärtattack, myocardinfarkt eller "ischemisk hjärtmuskelskada" som betyder ungefär samma sak inom hjärtsjukvården, men de är helt olika ord – för att en dator ska kunna gruppera dem tillsammans måste datorn någonstans hämta information om att de har liknande betydelse. Det finns behov av att utväxla klinisk information på enhetligt sätt mellan olika vårdgivare, vårdenheter och forskare, så kallad semantisk interoperabilitet. En heltäckande och utbyggbar terminologi kan bidra till detta, och utgör en viktig del av vårdens och omsorgens informationsstruktur.

## Design
SNOMED CT är ett så kallat kompositionellt begreppssystem, vilket innebär att man kan skapa nya specialiserade begrepp genom att lägga till kännetecken bestående av andra begrepp, enligt principer för Description Logic. Exempel: begreppen bakterie, lunga och inflammation kan kopplas samman och bilda begreppet bakteriell lunginflammation. Systemet är utformat så att innehållet kan underhållas och tillhandahållas som en dynamisk resurs. 

### Komponenter
- Begrepp (Concept): Grundläggande enheten för innebörd, har en unik numerisk kod och ett unikt s.k. fully specified name (FSN). Totalt innehåller systemet över 344 000 begrepp från flesta områden av klinisk medicin.
- Beskrivningar (Description): Rekommenderad benämning och eventuella accepterade synonymer
- Hierarkier: Ett antal överordnade hierarkier, var och en med underhierarkier

```
   * Clinical finding/disorder
   * Procedure/intervention
   * Observable entity
   * Body structure
   * Organism
   * Substance
   * Pharmaceutical/biologic product
   * Specimen
   * Physical object
   * Physical force
   * Event
   * Environment or geographical location
   * Social context
   * Special concept
   * Staging and scales
   * Linkage concept
   * Qualifier value
   * Record Artifact 
```

- Relationer: Länkar samman begrepp i en hierarki eller mellan hierarkier
- Subset: Specialiserade terminologier för något syfte, utsnitt av den större terminologin

### Sanktionerad specialisering
Lokala utvidgningar av SNOMED CT kan göras genom sanktionerad specialisering, eller "postkoordinering". Det innebär att där nya begrepp definieras som kontrollerade specialiseringar av befintliga begrepp – specialisering innebär att man lägger till ytterligare kännetecken och varje nytt kännetecken kan beskrivas som en specifik relation till ett annat begrepp. 
Exempel: En brännskada kan specialiseras med svårighetsgrad och lokalisation för att ge ett mycket specifikt begrepp som svår brännskada på huden mellan vänster fjärdetå och lilltå:
```
 284196006|Burn of skin|:
   246112005|Severity|=24484000|severe,
   363698007|Finding Site|=
     (113185004|Structure of skin between fourth and fifth toes|:272741003|Laterality|=7771000|left)
```

Man kallar sådana uttryck "dynamiskt sammansatta" eller postkoordinerade, till skillnad från de begrepp som redan finns definierade i en utgåva av SNOMED CT som är prekoordinerade (fördefinierade).  
Dock är majoriteten (85%) av sådana fördefinierade begrepp primitiva, alltså utan systematisk definition. 
För att pålitligt kunna analysera och jämföra dynamiskt sammansatta begrepp i relation till både begrepp i SNOMED CT-utgåva och andra begrepp som används i sjukvården, krävs att man tillämpar en lämplig DL-klassifikationsalgoritm. SNOMED CT är begränsad till en delmängd av EL++-formalismen som bara tillåter dessa operatorer:
```
top - toppnoden i en begreppshierarki är ett begrepp som är överordnat alla andra, ungefär som "livet, universum och allting", 
bottom - en specialisering av alla begrepp, som har alla egenskaper men inga instanser i verkligheten (tom mängd)
primitiva roller och begrepp vars (överordnade) föräldrabegrepp har givits av en systemförvaltare
begreppsdefinitioner, konjunktioner, dock inte disjunktion eller negation
rollhierarki (men inte komposition av roller) 
existentiell (det finns ...) men inte universell (för alla....) restriktion av begrepp
en begränsad typ av rollinklusion (xRy ^ ySz => xRz)
```

Formalismen har även utvidgats till så kallade General Concept Inclusion Axioms.
I teorin kan DL-resonemang tillämpas på alla nya dynamiskt sammansatta uttryck, för att stoppa in begreppet i hierarkier, alltså utreda om det är en förälder/förfader, barn/ättling eller är ekvivalent med något av de 370 000 fördefinierade begrepp som distribueras med SNOMED CT. Dock finns det fortfarande ej upptäckta dubbletter i databasen, och många begrepp stoppas in som primitiva trots att de skulle kunna definieras inom systemet. På grund av dessa luckor och redundanser i innehållet är systemets prestanda för klassifikation av verkliga data ännu långt från perfekt.

### Speciella egenskaper
SNOMED CT skiljer sig från traditionella kodsystem som ICD10 genom att:
(1) Det innehåller betydligt fler begrepp redan "ur lådan"
(2) Innehållet är organiserat som en flerdimensionell multihierarki snarare än som enkel hierarkisk trädstruktur 
(3) Användare såsom vårdpersonal kan dynamiskt och godtyckligt utvidga begrepp och tillskapa begrepp för det man vill uttrycka även om de inte finns fördefinierade i en viss utgåva av terminologin.

## Användning
SNOMED CT används inom USA för elektronisk kommunikation av patientinformation bland annat inom sjukvårdsorganisationer och för rapportering till myndigheter. 
Några möjliga användningsområden är:
- Patientjournaler
- Datoriserad beställningar till exempel e-recept, beställning av labundersökningar
- Lab- och undersökningssvar
- Rapportering till nationella register

## Historik
SNOMED CT har skapats genom sammanslagning av SNOMED RT från Kanada/USA och brittiska NHS Clinical Terms v3 (tidigare Read codes).
Rättigheterna till SNOMED CT övertogs i april 2007 av IHTSDO, The International Healthcare Terminology Standards Development Organisation, där Sverige deltar. Sedan 2016 föredrar man att kalla sig SNOMED International med huvudkontor i London.